# Блекшир (Џорџија)
Блекшир (Џорџија) (енгл. Blackshear) град је у америчкој савезној држави Џорџија. По попису становништва из 2010. у њему је живело 3.445 становника.

## Демографија
Према попису становништва из 2010. у граду је живело 3.445 становника, што је 162 (4,9%) становника више него 2000. године.
| Група             | 2000.         | 2010.         |
| Белци             | 2.515 (76,6%) | 2.540 (73,7%) |
| Афроамериканци    | 701 (21,4%)   | 711 (20,6%)   |
| Азијати           | 6 (0,2%)      | 24 (0,7%)     |
| Хиспаноамериканци | 33 (1,0%)     | 110 (3,2%)    |
| Укупно            | 3.283         | 3.445         |